# 木船徳光
木船 徳光（きふね とくみつ、1959年 - ）は神奈川県出身のCG制作者、東京造形大学デザイン学科アニメーション専攻領域教授である。
東京造形大学美術学科絵画専攻を卒業。1979年に石田園子とアニメーション制作ユニットIKIFを結成。以後、映像インスターレーション、映像ライブ、ビデオアニメーション、CGアニメなど作品を発表。現在は母校である東京造形大学でアニメーション専攻領域の専任教員としてアニメーション教育に携わる一方、会社組織IKIF＋を発足し様々な作品で3DCG制作を手がける。

## 主な参加作品
- ぶーばーがー
- なんちゃってバンパイヤン（1999年、3D監督）
- イノセンス （2004年、3DCGI）
- BLOOD THE LAST VAMPIRE （2000年、3D監督）
- サクラ大戦 活動写真 （2001年、3DCGI監督）
- 女神候補生 （2002年。3Dディレクション）
- ミニパト （2002年、CG監督）
- 爆転シュート ベイブレード THEMOVIE 激闘!!タカオVS大地 （2002年、CG監督）
- 立喰師列伝 （2006年）
- 映画ドラえもん のび太の恐竜2006 （2006年、CG監督）
- 映画ドラえもん のび太の新魔界大冒険 〜7人の魔法使い〜 （2007年、3DCGスーパーバイザー）
- 映画ドラえもん のび太と緑の巨人伝 （2008年、3DCGスーパーバイザー）
- 映画ドラえもん 新・のび太の宇宙開拓史 （2009年、3DCGスーパーバイザー）
- ぷちきゅあ〜Precure Fairies〜（2025年）[1]